# لیگ برتر فوتبال استونی ۲۰۰۶
لیگ برتر فوتبال استونی ۲۰۰۶ (انگلیسی: 2006 Meistriliiga) شانزدهمین فصل لیگ برتر فوتبال استونی است که با قهرمانی باشگاه فوتبال لوادیا تالین به پایان رسیده‌است.

## جدول لیگ
| رتبه | تیم                            | بازی | برد | مساوی | باخت | گل زده | گل خورده | گل تفاضل | امتیاز | صعود یا سقوط                                 |
| ---- | ------------------------------ | ---- | --- | ----- | ---- | ------ | -------- | -------- | ------ | -------------------------------------------- |
| ۱    | باشگاه فوتبال لوادیا تالین (C) | ۳۶   | ۳۰  | ۴     | ۲    | ۱۱۴    | ۲۹       | ۸۵+      | ۹۴     | صعود به مرحله اول انتخابی لیگ قهرمانان اروپا |
| ۲    | باشگاه فوتبال ناروا ترانس      | ۳۶   | ۲۵  | ۸     | ۳    | ۱۰۶    | ۳۶       | ۷۰+      | ۸۳     | صعود به مرحله اول انتخابی جام یوفا           |
| ۳    | باشگاه فوتبال فلورا تالین      | ۳۶   | ۲۶  | ۴     | ۶    | ۹۳     | ۳۴       | ۵۹+      | ۸۲     | صعود به مرحله اول انتخابی جام یوفا           |
| ۴    | باشگاه فوتبال تی‌وی‌ام‌کی         | ۳۶   | ۲۲  | ۶     | ۸    | ۸۳     | ۳۷       | ۴۶+      | ۷۲     | صعود به جام اینترتوتو ۲۰۰۷                   |
| ۵    | Maag                           | ۳۶   | ۱۳  | ۹     | ۱۴   | ۶۵     | ۶۸       | ۳−       | ۴۸     |                                              |
| ۶    | باشگاه فوتبال تارتو تامکا      | ۳۶   | ۱۲  | ۷     | ۱۷   | ۴۵     | ۵۷       | ۱۲−      | ۴۳     |                                              |
| ۷    | باشگاه فوتبال واپروس پارنو     | ۳۶   | ۱۰  | ۴     | ۲۲   | ۴۹     | ۸۶       | ۳۷−      | ۳۴     |                                              |
| ۸    | Lasnamäe Ajax                  | ۳۶   | ۶   | ۷     | ۲۳   | ۳۵     | ۱۰۴      | ۶۹−      | ۲۵     |                                              |
| ۹    | باشگاه فوتبال ویلیاندی تولویک  | ۳۶   | ۵   | ۵     | ۲۶   | ۲۹     | ۷۴       | ۴۵−      | ۲۰     | پلی‌آف سقوط                                   |
| ۱۰   | Warrior (R)                    | ۳۶   | ۳   | ۲     | ۳۱   | ۱۶     | ۱۱۰      | ۹۴−      | ۱۱     | سقوط به لیگ دسته اول فوتبال استونی           |

## پلی‌آف سقوط
| باشگاه فوتبال تالینا کالو | + / - | باشگاه فوتبال ویلیاندی تولویک |
| ------------------------- | ----- | ----------------------------- |
|                           |       |                               |

| باشگاه فوتبال ویلیاندی تولویک | - / + | باشگاه فوتبال تالینا کالو |
| ----------------------------- | ----- | ------------------------- |
|                               |       |                           |

تالینا کالو به دلیل استفاده تیم تولویک از بازیکن غیرمجاز برنده هر دو بازی شد
در بازی اصلی تالینا کالو با تساوی ۱-۱ و گل زده در خانه حریف برنده مسابقه بود
تولویک به دلیل ادغام باشگاه فوتبال تارتو تامکا و Maag Tartu سهمیه حضور در لیگ برتر استونی را حفظ کرد